# Daniel Morgenroth
Daniel Morgenroth (* 1964 in Berlin) ist ein deutscher Schauspieler.

## Leben und Wirken
Nach einer ersten Ausbildung zum Theatertischler war Daniel Morgenroth zunächst als Bühnenbildassistent tätig. Von 1986 bis 1990  ließ er sich an der Hochschule für Schauspielkunst „Ernst Busch“ Berlin zum Schauspieler ausbilden und erhielt im Anschluss ein Engagement am Deutschen Theater in Berlin. In der Folge  gab er beispielsweise den Tempelherrn in Lessings Nathan der Weise, den Grafen Wetter vom Strahl in Das Käthchen von Heilbronn von Kleist, die Titelrollen in Peer Gynt (Ibsen) und Amphitryon (Kleist) und den Achill in Penthesilea (Kleist). Neben seiner Tätigkeit als Schauspieler war Daniel Morgenroth gelegentlich auch als Theaterregisseur tätig und schrieb eigene Texte.
Seit Mitte der 1990er-Jahre engagiert sich der Schauspieler zunehmend im Film- und Fernsehbereich. Häufig zu sehen war er in Fernsehserien wie Der Alte, Siska, Unsere Farm in Irland oder Kreuzfahrt ins Glück. In Das Traumschiff hatte er mehrere Hauptrollen, bevor er 2019 als Staff-Kapitän Martin Grimm dort Mitglied der Stammbesatzung wurde.
Daniel Morgenroth lebt in der Schorfheide.

## Filmografie

### Fernsehen (Auswahl)
- 1993: Motzki (Fernsehserie, 1 Folge)
- 1996: Derrick (Fernsehserie, Folge Riekes trauriger Nachbar)
- 1998–2003: Für alle Fälle Stefanie (Fernsehserie, 30 Folgen)
- 1999: Die Handschrift des Mörders (Fernsehfilm), Regie: Hajo Gies
- 2000, 2006: Der letzte Zeuge (Fernsehserie, verschiedene Rollen, 2 Folgen)
- 2000–2007: Der Alte (Fernsehserie, verschiedene Rollen, 3 Folgen)
- 2000–2008: Siska (Fernsehserie, verschiedene Rollen, 5 Folgen)
- 2000: Rosamunde Pilcher: Ruf der Vergangenheit (Fernsehfilm), Regie: Rolf von Sydow
- 2001: 1000 Meilen für die Liebe (Fernsehfilm), Regie: Peter Deutsch
- 2002: Singapur Express – Geheimnis einer Liebe (Fernsehfilm), Regie: Hans Werner
- 2002: Utta Danella – Die Hochzeit auf dem Lande (Fernsehfilm), Regie: Gloria Behrens
- 2003: SOKO Leipzig (Fernsehserie, Folge Außer Kontrolle)
- 2003: Mein Weg zu Dir (Fernsehfilm), Regie: Olaf Krelnsen
- 2003: Lotti auf der Flucht (Fernsehfilm), Regie: Peter Weissflog
- 2003: Inga Lindström: Sehnsucht nach Marielund (Fernsehfilm)
- 2003: Schöne Lügen (Fernsehfilm), Regie Karola Hattop
- 2005: Der Ranger (Fernsehfilm), Regie: Michael Steinke
- 2005: Das Haus der Harmonie (Fernsehfilm), Regie: Marco Serafini
- 2006: Das Traumhotel – Seychellen (Fernsehreihe)
- 2006: Lilly Schönauer: Die Stimme des Herzens (Fernsehfilm)
- 2006: Das Traumschiff: Singapur und Bali (Fernsehreihe)
- 2007–2010: Unsere Farm in Irland (Fernsehserie, 8 Folgen)
- 2007: Kreuzfahrt ins Glück: Hochzeitsreise nach Neuseeland (Fernsehreihe)
- 2009: Das Traumschiff: Peru und Miami (Fernsehreihe)
- 2009: Das Echo der Schuld (Fernsehzweiteiler)
- 2010: Emilie Richards: Für immer Neuseeland (Fernsehfilm)
- 2011: Kreuzfahrt ins Glück: Hochzeitsreise nach Kroatien (Fernsehreihe)
- 2013: SOKO Kitzbühel (Fernsehserie, Folge Ein fast perfekter Mord)
- 2015: Bloß kein Stress (Fernsehfilm), Regie: Lars Jessen
- 2016: Kreuzfahrt ins Glück: Hochzeitsreise an die Loire (Fernsehreihe)
- seit 2019: Das Traumschiff
  - 2019: Sambia
  - 2019: Antigua
  - 2020: Kolumbien
  - 2020: Marokko
  - 2020: Kapstadt
  - 2020: Seychellen
  - 2021: Malediven/Thaa Atoll
  - 2021: Schweden
  - 2022: Namibia
  - 2022: Mauritius
  - 2022: Lappland
  - 2022: Coco Island
  - 2023: Bahamas
  - 2023: Vancouver
  - 2023: Walvis Bay
  - 2023: Utah
  - 2024: Nusantara
  - 2024: Phuket
  - 2024: Argentinien
  - 2024: Hudson Valley
  - 2025: Curaçao
  - 2025: Miami
- 2020–2024: Kreuzfahrt ins Glück
  - 2020: Hochzeitsreise an die Ostsee
  - 2021: Hochzeitsreise nach Tirol
  - 2021: Hochzeitsreise in die Toskana
  - 2022: Hochzeitsreise nach Kreta
  - 2023: Hochzeitsreise nach Ligurien
  - 2024: Hochzeitsreise nach Korsika
- 2020: Rosamunde Pilcher: Falsches Leben, wahre Liebe (Fernsehfilm)

### Kino (Auswahl)
- 1993: Adamski, Regie: Jens Becker
- 1993: Ich und Christine
- 2004: Die Zeit nach der Trauer, Regie: Beate Neumann
- 2004: Bergkristall, Regie: Joseph Vilsmaier

### Theater (Auswahl)
Seit 1989
- Don Carlos, Regie: Ulrich Engelmann
- Peer Gynt, Regie: Friedo Solter
- Messer in Hennen, Regie: Thomas Ostermeier
- My Fair Lady, Regie: Peter Lund
- Hundewetter, Regie: Martin Woelffer

## Auszeichnungen
- Bester Nachwuchsschauspieler (verliehen von der Zeitschrift Theater heute)
- Alfred-Kerr-Darstellerpreis 1993
- Förderpreis der „Akademie der Künste“